# Gellerupparken

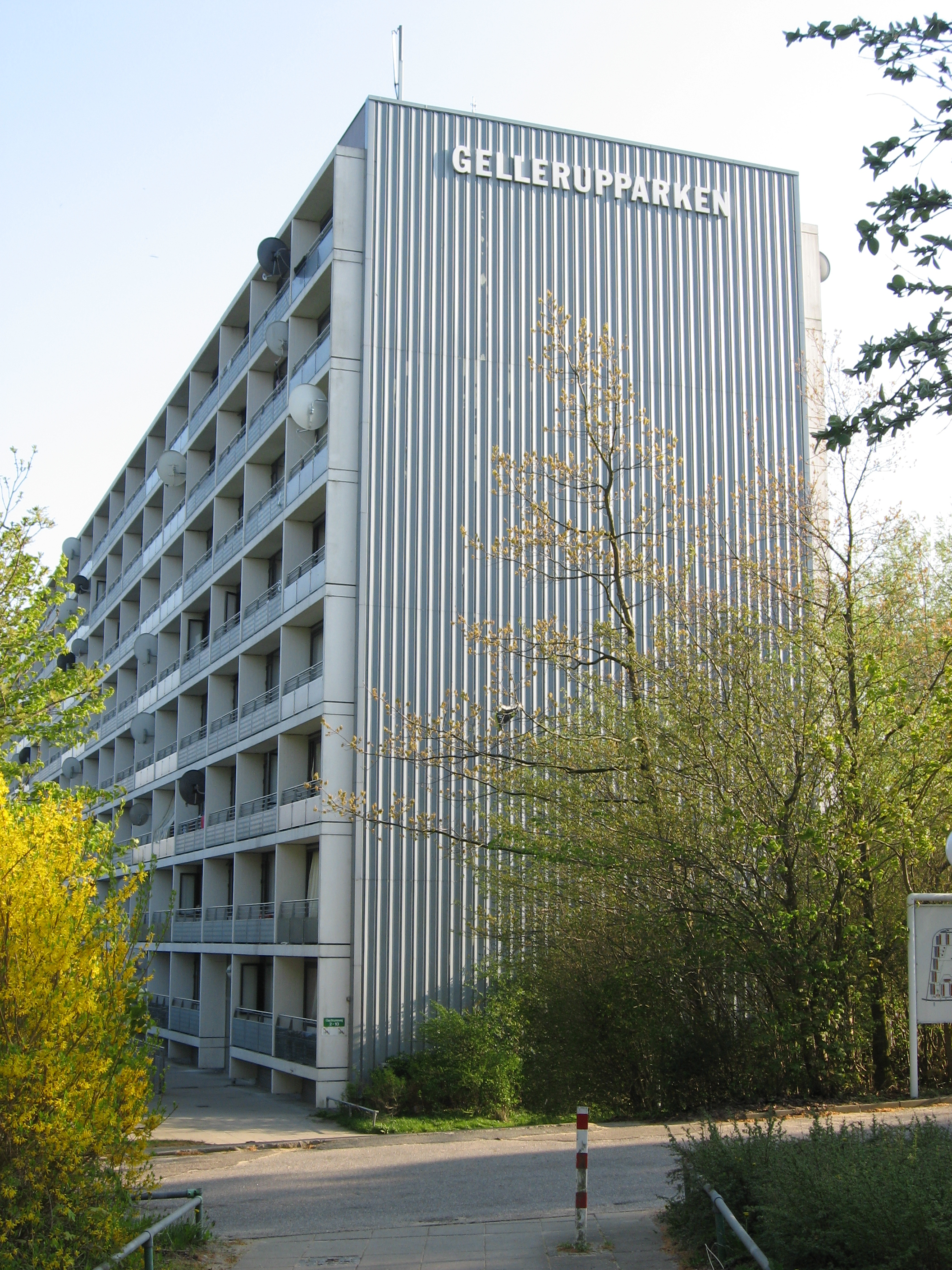
Gellerupparken

Gellerupparken ist Dänemarks größter Wohnkomplex und steht unter Verwaltung der Brabrand Boligforening.
Die Mietwohnungen liegen westlich von Åbyhøj und Aarhus und nördlich der Straße Silkeborgvej und dem See Braband Sø.
Er teilt sich die Postleitzahl mit Brabrand, das westlich von Gellerupparken liegt.
Die vier- bis achtstöckigen Plattenbauten wurden in der Zeit zwischen 1968 und 1972 erbaut und enthalten 1776 Wohnungen.
Ihre Größe variiert zwischen einem und fünf Zimmern. In Verbindung mit den Häuserblocks finden sich die Nordgårdskolen (Nordhofschule), 
die Gellerup Bibliothek, die Gellerupper Kirche und die Einkaufszentren City Vest und die Markthallen Bazar Vest im Norden.
Der Gellerrupparken ist durch seinen hohen Anteil von ausländischen Bewohnern bekannt. 1993 lag der Ausländeranteil bei 68 %. 2003 war er auf 84 % angestiegen. Das hat dazu geführt, dass der Bezirk oft als Ghetto angesehen wird. Gleichzeitig war er über mehrere Jahre geprägt von einer relativ hohen Kriminalität, welche jedoch in den letzten Jahren zurückgegangen ist, sodass sie nun auf dem für die Region Aarhus normalen Niveau liegt.
2003 führte die Braband Boligforening eine neue Politik für Gellerupparken ein, die umfasste, dass Wohnungen von Familien gekündigt werden konnten, wenn ihre Kinder innerhalb des Bezirks in kriminelle Handlungen verwickelt waren. Jedoch haben 3 Familien von straffälligen Jugendlichen angekündigt, dagegen Klage vor dem Vestre Landsret einzulegen.